# Lijst van nummer 1-hits in Ierland in 2016
Deze hits stonden in 2016 op nummer 1 in de Ierse Single Top 100, de bekendste hitlijst in Ierland.
| Datum        | Artiest                              | Titel                               |
| ------------ | ------------------------------------ | ----------------------------------- |
| 7 januari    | Justin Bieber                        | Love Yourself                       |
| 14 januari   | Justin Bieber                        | Love Yourself                       |
| 21 januari   | Justin Bieber                        | Love Yourself                       |
| 28 januari   | Justin Bieber                        | Love Yourself                       |
| 4 februari   | Zayn                                 | Pillowtalk                          |
| 11 februari  | Zayn                                 | Pillowtalk                          |
| 18 februari  | Lukas Graham                         | 7 Years                             |
| 25 februari  | Lukas Graham                         | 7 Years                             |
| 3 maart      | Lukas Graham                         | 7 Years                             |
| 10 maart     | Lukas Graham                         | 7 Years                             |
| 17 maart     | Lukas Graham                         | 7 Years                             |
| 24 maart     | Mike Posner                          | I Took a Pill in Ibiza (SeeB remix) |
| 31 maart     | Sia & Sean Paul                      | Cheap Thrills                       |
| 7 april      | Sia & Sean Paul                      | Cheap Thrills                       |
| 14 april     | Sia & Sean Paul                      | Cheap Thrills                       |
| 21 april     | Sia & Sean Paul                      | Cheap Thrills                       |
| 28 april     | Sia & Sean Paul                      | Cheap Thrills                       |
| 5 mei        | Drake, Wizkid & Kyla                 | One Dance                           |
| 12 mei       | Calvin Harris & Rihanna              | This Is What You Came For           |
| 19 mei       | Drake, Wizkid & Kyla                 | One Dance                           |
| 26 mei       | Drake, Wizkid & Kyla                 | One Dance                           |
| 2 juni       | Drake, Wizkid & Kyla                 | One Dance                           |
| 9 juni       | Drake, Wizkid & Kyla                 | One Dance                           |
| 16 juni      | Drake, Wizkid & Kyla                 | One Dance                           |
| 23 juni      | Drake, Wizkid & Kyla                 | One Dance                           |
| 30 juni      | Drake, Wizkid & Kyla                 | One Dance                           |
| 7 juli       | Drake, Wizkid & Kyla                 | One Dance                           |
| 14 juli      | Drake, Wizkid & Kyla                 | One Dance                           |
| 21 juli      | Drake, Wizkid & Kyla                 | One Dance                           |
| 28 juli      | Major Lazer, Justin Bieber & MØ      | Cold Water                          |
| 4 augustus   | Major Lazer, Justin Bieber & MØ      | Cold Water                          |
| 11 augustus  | Major Lazer, Justin Bieber & MØ      | Cold Water                          |
| 18 augustus  | Major Lazer, Justin Bieber & MØ      | Cold Water                          |
| 25 augustus  | Major Lazer, Justin Bieber & MØ      | Cold Water                          |
| 1 september  | The Chainsmokers & Halsey            | Closer                              |
| 8 september  | The Chainsmokers & Halsey            | Closer                              |
| 15 september | The Chainsmokers & Halsey            | Closer                              |
| 22 september | The Chainsmokers & Halsey            | Closer                              |
| 29 september | The Chainsmokers & Halsey            | Closer                              |
| 6 oktober    | The Chainsmokers & Halsey            | Closer                              |
| 13 oktober   | James Arthur                         | Say You Won't Let Go                |
| 20 oktober   | James Arthur                         | Say You Won't Let Go                |
| 27 oktober   | Little Mix                           | Shout Out to My Ex                  |
| 3 november   | James Arthur                         | Say You Won't Let Go                |
| 10 november  | James Arthur                         | Say You Won't Let Go                |
| 17 november  | Clean Bandit, Sean Paul & Anne-Marie | Rockabye                            |
| 24 november  | Clean Bandit, Sean Paul & Anne-Marie | Rockabye                            |
| 1 december   | Clean Bandit, Sean Paul & Anne-Marie | Rockabye                            |
| 8 december   | Clean Bandit, Sean Paul & Anne-Marie | Rockabye                            |
| 15 december  | Clean Bandit, Sean Paul & Anne-Marie | Rockabye                            |
| 22 december  | Clean Bandit, Sean Paul & Anne-Marie | Rockabye                            |
| 29 december  | Clean Bandit, Sean Paul & Anne-Marie | Rockabye                            |